# Rhipsalis russellii
Rhipsalis russellii  es una especie de planta fanerógama de la familia Cactaceae. Es endémica de Bahía, Espírito Santo, Minas Gerais en Brasil. Su hábitat natural son los bosques de tierras bajas húmedas tropicales o subtropicales y áreas rocosas. Está tratada en peligro de extinción por pérdida de hábitat. Es una especie rara en la vida silvestre.
Es una planta perenne carnosa con hojas aplanadas  y  con las flores de color blanco.

## Fuente
- Taylor, N.P. 2002.  Rhipsalis russellii.   2006 IUCN Red List of Threatened Species.   Bajado el 23-08-07.